# Europamästerskapen i friidrott 2024 – Herrarnas 400 meter
Herrarnas 400 meter vid europamästerskapen i friidrott 2024 avgjordes mellan den 8 och 10 juni 2024 på Olympiastadion i Rom i Italien.
Guldet togs av belgiske Alexander Doom efter ett lopp på 44,15 sekunder, vilket blev ett nytt nations- och mästerskapsrekord. Silvret togs av brittiske Charles Dobson och bronset togs av nederländske Liemarvin Bonevacia.

## Rekord
| Rekord inför EM 2024 | Rekord inför EM 2024               | Rekord inför EM 2024 | Rekord inför EM 2024      | Rekord inför EM 2024 |
| -------------------- | ---------------------------------- | -------------------- | ------------------------- | -------------------- |
| Världsrekord         | Wayde van Niekerk (RSA)            | 43,03                | Rio de Janeiro, Brasilien | 14 augusti 2016      |
| Europarekord         | Matthew Hudson-Smith (GBR)         | 44,07                | Oslo, Norge               | 30 maj 2024          |
| Mästerskapsrekord    | Iwan Thomas (GBR)                  | 44,52                | Budapest, Ungern          | 21 augusti 1998      |
| Världsårsbästa       | Christopher Morales Williams (CAN) | 44,05                | Gainesville, USA          | 11 maj 2024          |
| Europaårsbästa       | Matthew Hudson-Smith (GBR)         | 44,07                | Oslo, Norge               | 30 maj 2024          |

## Program
Alla tider är lokal tid (UTC+1)
| Datum        | Tid   | Omgång      |
| ------------ | ----- | ----------- |
| 8 juni 2024  | 11:45 | Försöksheat |
| 9 juni 2024  | 20:38 | Semifinaler |
| 10 juni 2024 | 21:40 | Final       |

## Resultat

### Försöksheat
De 14 snabbaste friidrottarna 0q0 gick vidare till semifinalerna. De 10 högst rankade friidrottarna fick starta i semifinalerna och behövde inte delta i försöksheaten.
| Placering | Heat | Bana | Namn                    | Nationalitet   | Tid   | Noteringar |
| --------- | ---- | ---- | ----------------------- | -------------- | ----- | ---------- |
| 1         | 3    | 3    | Luca Sito               | Italien        | 45,12 | 0q0, EU23L |
| 2         | 2    | 3    | Lionel Spitz            | Schweiz        | 45,37 | 0q0        |
| 3         | 3    | 4    | David Sombé             | Frankrike      | 45,45 | 0q0, 0SB0  |
| 4         | 1    | 8    | Jonathan Sacoor         | Belgien        | 45,50 | 0q0        |
| 5         | 3    | 6    | Rok Ferlan              | Slovenien      | 45,52 | 0q0, 0PB0  |
| 6         | 1    | 7    | Edoardo Scotti          | Italien        | 45,59 | 0q0        |
| 7         | 3    | 5    | Dylan Borlée            | Belgien        | 45,62 | 0q0, 0SB0  |
| 8         | 1    | 4    | Téo Andant              | Frankrike      | 45,65 | 0q0        |
| 9         | 1    | 5    | Christopher O'Donnell   | Irland         | 45,69 | 0q0, 0SB0  |
| 10        | 1    | 3    | Karol Zalewski          | Polen          | 45,80 | 0q0, 0SB0  |
| 11        | 2    | 4    | Omar Elkhatib           | Portugal       | 45,80 | 0q0        |
| 12        | 3    | 7    | Gustav Lundholm Nielsen | Danmark        | 45,84 | 0q0, 0SB0  |
| 13        | 3    | 9    | Andreas Grimerud        | Norge          | 45,90 | 0q0, 0=PB0 |
| 14        | 1    | 2    | Ricky Petrucciani       | Schweiz        | 45,90 | 0q0, 0SB0  |
| 15        | 2    | 6    | Alex Haydock-Wilson     | Storbritannien | 46,04 |            |
| 16        | 2    | 7    | Riccardo Meli           | Italien        | 46,17 | 0SB0       |
| 17        | 2    | 9    | Marc Koch               | Tyskland       | 46,18 |            |
| 18        | 2    | 5    | Boško Kijanović         | Serbien        | 46,39 |            |
| 19        | 2    | 8    | Patrik Šorm             | Tjeckien       | 46,40 |            |
| 20        | 2    | 2    | Šimon Bujna             | Slovakien      | 46,52 |            |
| 21        | 1    | 6    | Matěj Krsek             | Tjeckien       | 46,69 |            |
| 22        | 3    | 8    | Pavel Maslák            | Tjeckien       | 47,99 |            |
| 23        | 1    | 9    | Zoltán Wahl             | Ungern         | 0DNF0 |            |

### Semifinaler
De två första i varje heat 0Q0 samt de två snabbaste tiderna 0q0 kvalificerade sig för finalen.
| Placering | Heat | Bana | Namn                       | Nationalitet   | Tid   | Noteringar       |
| --------- | ---- | ---- | -------------------------- | -------------- | ----- | ---------------- |
| 1         | 2    | 8    | Charles Dobson*            | Storbritannien | 44,65 | 0Q0              |
| 2         | 1    | 5    | Luca Sito                  | Italien        | 44,75 | 0Q0, EU23L, 0NR0 |
| 3         | 3    | 5    | Alexander Doom*            | Belgien        | 44,87 | 0Q0              |
| 4         | 1    | 4    | Jonathan Sacoor            | Belgien        | 44,99 | 0Q0, 0PB0        |
| 5         | 2    | 5    | Jean Paul Bredau*          | Tyskland       | 45,03 | 0Q0, 0SB0        |
| 6         | 1    | 8    | Attila Molnár*             | Ungern         | 45,04 | 0q0, 0SB0        |
| 7         | 3    | 6    | Liemarvin Bonevacia*       | Nederländerna  | 45,17 | 0Q0, 0SB0        |
| 8         | 2    | 9    | Lionel Spitz               | Schweiz        | 45,28 | 0q0, 0SB0        |
| 9         | 2    | 6    | João Coelho*               | Portugal       | 45,36 | 0SB0             |
| 10        | 2    | 4    | David Sombé                | Frankrike      | 45,36 | 0SB0             |
| 11        | 1    | 6    | Håvard Bentdal Ingvaldsen* | Norge          | 45,37 | 0SB0             |
| 12        | 1    | 7    | Oleksandr Pohorilko*       | Ukraina        | 45,41 |                  |
| 13        | 2    | 7    | Dylan Borlée               | Belgien        | 45,46 | 0SB0             |
| 14        | 1    | 3    | Ricky Petrucciani          | Schweiz        | 45,47 | 0SB0             |
| 15        | 1    | 2    | Rok Ferlan                 | Slovenien      | 45,63 |                  |
| 16        | 3    | 9    | Omar Elkhatib              | Portugal       | 45,65 |                  |
| 17        | 1    | 9    | Téo Andant                 | Frankrike      | 45,72 |                  |
| 18        | 3    | 8    | Gilles Biron*              | Frankrike      | 45,91 |                  |
| 19        | 3    | 4    | Edoardo Scotti             | Italien        | 45,92 |                  |
| 20        | 2    | 2    | Gustav Lundholm Nielsen    | Danmark        | 46,01 |                  |
| 21        | 3    | 7    | Manuel Sanders*            | Tyskland       | 46,03 |                  |
| 22        | 2    | 3    | Andreas Grimerud           | Norge          | 46,25 |                  |
| 23        | 3    | 2    | Alex Haydock-Wilson        | Storbritannien | 46,05 |                  |
| 99        | 3    | 3    | Christopher O'Donnell      | Irland         | 0DSQ0 |                  |
| 99        | 3    |      | Karol Zalewski             | Polen          | 0DNS0 |                  |

*Friidrottare som fick starta mästerskapet i semifinalen

### Final
| Placering | Bana | Namn                | Nationalitet   | Tid   | Noteringar |
| --------- | ---- | ------------------- | -------------- | ----- | ---------- |
| 1         | 8    | Alexander Doom      | Belgien        | 44,15 | 0MR0, 0NR0 |
| 2         | 6    | Charles Dobson      | Storbritannien | 44,38 | 0PB0       |
| 3         | 9    | Liemarvin Bonevacia | Nederländerna  | 44,88 | 0SB0       |
| 4         | 5    | Jonathan Sacoor     | Belgien        | 44,98 | 0PB0       |
| 5         | 7    | Luca Sito           | Italien        | 45,04 |            |
| 6         | 3    | Attila Molnár       | Ungern         | 45,07 |            |
| 7         | 4    | Jean Paul Bredau    | Tyskland       | 45,11 |            |
| 8         | 2    | Lionel Spitz        | Schweiz        | 45,69 |            |